# Ignacio Avilés
Ignacio Lautaro Avilés Rodríguez (n. Montevideo, Uruguay; 23 de mayo de 1992) es un futbolista uruguayo nacionalizado chileno. Juega de mediocampista y su equipo actual es Colón FC de la Segunda División Profesional de Uruguay.

## Trayectoria
Inició su carrera en el Danubio Fútbol Club en el año 2012, hizo ahí todas las divisiones formativas desde 2003 hasta 2011, también en Estrella del Norte. Debutó en la Primera División de Uruguay bajo la dirección técnica de Daniel Sánchez, exactamente el 14 de agosto de 2011 en la victoria 1–0 ante Montevideo Wanderers, jugó de titular aquel partido.
En 2014 fue cedido a préstamo a Miramar Misiones por seis meses. Luego en condición de libre llegó al Club Social y Deportivo Villa Española en julio de 2014, ahí permaneció hasta principios de 2017 disputando en total 50 partidos con la camiseta de Villa. Su siguiente equipo fue el Club Atlético Progreso de Segunda División, jugó 24 encuentros.
En febrero de 2018, Avilés firmó con Fuerza Amarilla Sporting Club de Machala en Ecuador, siendo esta su primera experiencia internacional. Con el equipo bananero consiguió el ascenso a la Serie A de Ecuador. Hizo su debut en la máxima categoría ecuatoriana el 9 de marzo de 2019 contra Guayaquil City Fútbol Club en el Estadio Christian Benítez Betancourt, el resultado final fue empate 1–1 en la fecha 5 de la LigaPro Banco Pichincha.
Marca su primer gol en torneos profesionales el 25 de mayo de 2019 ante Liga Deportiva Universitaria en Ecuador, convirtió el gol del empate a los 83 minutos con resultado final de 1–1. También participó en algunos partidos de la naciente Copa Ecuador. En enero de 2020 llega a San Marcos de Arica de la Primera B de Chile.
Fue parte de la delegación de Danubio que participó en la Copa Sudamericana 2012, fue con campeón de la Primera División Uruguaya en la temporada 2006-07, de la Segunda División en la campaña 2017. Ha sido internacional uruguayo en la categoría juvenil sub-17, debutó el 19 de abril en el Campeonato Sudamericano de Fútbol Sub-17 que se jugó en Chile. Para el 29 de octubre de 2009 debutó en un torneo FIFA, en la Copa Mundial Sub-17 que se realizó en Nigeria.

## Estadísticas
- Actualizado al 9 de mayo de 2020.[9]

### Clubes
| Club | Div.          | Temporada     | Liga  | Liga           | Copas nacionales(1) | Copas nacionales(1) | Torneos internacionales(2) | Torneos internacionales(2) | Total | Total | Media goleadora(3) |
| Club | Div.          | Temporada     | Part. | Goles          | Part.               | Goles               | Part.                      | Goles                      | Part. | Goles | Media goleadora(3) |
| --- | ------------- | ------------- | ----- | -------------- | ------------------- | ------------------- | -------------------------- | -------------------------- | ----- | ----- | ------------------ |
| Danubio · Uruguay | 1.ª           | 2011-12       | 13    | 0              | —                   | —                   | —                          | —                          | 13    | 0     | 0.00               |
| Danubio · Uruguay | 1.ª           | 2012-13       | —     | —              | —                   | —                   | —                          | —                          | 0     | 0     | 0.00               |
| Danubio · Uruguay | 1.ª           | 2013-14       | —     | —              | —                   | —                   | —                          | —                          | 0     | 0     | 0.00               |
| Danubio · Uruguay | Total club    | Total club    | 13    | 0              | 0                   | 0                   | 0                          | 0                          | 13    | 0     | 0.00               |
| Miramar Misiones · Uruguay | 1.ª           | 2013-14       | 8     | 0              | —                   | —                   | —                          | —                          | 8     | 0     | 0.00               |
| Miramar Misiones · Uruguay | Total club    | Total club    | 8     | 0              | 0                   | 0                   | 0                          | 0                          | 8     | 0     | 0                  |
| Villa Española · Uruguay | 2.ª           | 2014-15       | 24    | 0              | —                   | —                   | —                          | —                          | 24    | 0     | 0.00               |
| Villa Española · Uruguay | 2.ª           | 2015-16       | 18    | 0              | —                   | —                   | —                          | —                          | 18    | 0     | 0.00               |
| Villa Española · Uruguay | 1.ª           | 2016          | 8     | 0              | —                   | —                   | —                          | —                          | 8     | 0     | 0.00               |
| Villa Española · Uruguay | Total club    | Total club    | 50    | 0              | 0                   | 0                   | 0                          | 0                          | 50    | 0     | 0.00               |
| Progreso · Uruguay | 2.ª           | 2017          | 24    | 0              | —                   | —                   | —                          | —                          | 24    | 0     | 0.00               |
| Progreso · Uruguay | Total club    | Total club    | 24    | 0              | 0                   | 0                   | 0                          | 0                          | 24    | 0     | 0.00               |
| Fuerza Amarilla · Ecuador | 2.ª           | 2018          | 38    | 0              | —                   | —                   | —                          | —                          | 38    | 0     | 0.00               |
| Fuerza Amarilla · Ecuador | 1.ª           | 2019          | 13    | 1              | 2                   | 0                   | —                          | —                          | 15    | 1     | 0.067              |
| Fuerza Amarilla · Ecuador | Total club    | Total club    | 51    | 1              | 2                   | 0                   | 0                          | 0                          | 53    | 1     | 0.019              |
| San Marcos de Arica · Chile | 2.ª           | 2020          | 2     | 0              | 0                   | 0                   | —                          | —                          | 2     | 0     | 0.00               |
| San Marcos de Arica · Chile | Total club    | Total club    | 2     | 28 0 !! 0 !! 0 | 2                   | 0                   | 0.00                       |                            |       |       |                    |
| Cerrito · Uruguay | 1.ª           | 2021          | 0     | 0              | —                   | —                   | —                          | —                          | 0     | 0     | 0.00               |
| Cerrito · Uruguay | Total club    | Total club    | 0     | 0              | 0                   | 0                   | 0                          | 0                          | 2     | 0     | 0.00               |
| Total carrera | Total carrera | Total carrera | 148   | 1              | 2                   | 0                   | 0                          | 0                          | 150   | 1     | 0.007              |
| (1) Incluye datos de Copa Chile y Copa Ecuador. (2) Incluye datos de Copa Libertadores y Copa Sudamericana. (3) No incluye goles en partidos amistosos. |               |               |       |                |                     |                     |                            |                            |       |       |                    |

## Palmarés

### Campeonatos nacionales
| Título           | Club     | País    | Año     |
| ---------------- | -------- | ------- | ------- |
| Primera División | Danubio  | Uruguay | 2006-07 |
| Segunda División | Progreso | Uruguay | 2017    |